# Université du Piémont oriental « Amedeo-Avogadro »
L'université du Piémont oriental « Amedeo-Avogadro » (en italien, Università degli studi del Piemonte orientale « Amedeo-Avogadro ») est une université italienne, basée dans le Piémont oriental, sur trois campus, Verceil, Novare et Alexandrie.
Fondée en 1998, son histoire très discontinue peut remonter à un médiéval Studium de Vercelli, le 4 avril 1228.